# Nicolaas Joseph Wetrens
Nicolaas Joseph Wetrens of Nicolaas Joseph Wettrens  (Nederland, Leiden, 15 januari 1808 – Zuid-Afrika, Simonsbaai, 31 oktober 1861) was een Nederlands violist.

## Achtergrond
Hij werd geboren binnen het gezin van muziekmeester Nicolaas Joseph Wetrens/Wettrens senior (overleden 1855, 67 jaar oud) en Antonia Susanne Brouwer (overleden 1867, 80 jaar oud). Hij is de broer van violist Adrianus Jacobus Wetrens. Hun zuster Maria Elisabeth Wetrens was getrouwd met kunstenaar Petrus Theodorus van Wijngaerdt. Hijzelf was gehuwd met Dirkje Smit (1827 – 14 mei 1880). Op 18 oktober 1861 scheepte Wetrens in met vrouw en dochter in Kaapstad op De Drie Gebroeders, dat echter snel door slecht weer terug moest. Op 13 oktober toen het schip in de Simonsbaai lag overleed hij, vrouw en dochter achterlatend (het schip vertrok op 13 november 1861 opnieuw).

## Muziek
Zijn muzikale onderwijs kreeg hij in Leiden maar ook elders. In 1833 werd hij muziekdirecteur van de plaatselijke hoogeschool en leider van het studentenkoor Sempre Crescendo. Hij was trouwens voor lange tijd de laatste (onbezoldigde) lector aan de hogeschool voordat het vak definitief wegbezuinigd werd. Hij gaf er ook vioollessen. In 1857 vertrok hij naar Kaap de Goede Hoop waar hij enigszins furore maakte met zijn viool- en gitaarspel.
- International Standard Name Identifier: 0000 0003 9143 1721
- Nederlandse Thesaurus van Auteursnamen: 071448225
- Virtual International Authority File: 285304333
- WorldCat: E39PBJht8fHhhvXFvTDhMQPWjC